# Sarah Koenig
Sarah Koenig, née en juillet 1969, est une journaliste et productrice de radio américaine. Collaboratrice et productrice de l'émission de radio américaine This American Life, elle est la créatrice du podcast Serial.

## Biographie
Koenig est née à New York City de l'auteur Julian Koenig (en) et de sa seconde épouse Maria Eckhart. Après le divorce de ses parents, sa mère  se marie avec l'auteur Peter Matthiessen. Elle étudie les sciences politiques à l'université de Chicago jusqu'en 1990, puis à l'université de Columbia l'histoire russe, mais elle abandonne au bout de quelques semaines. Elle travaille comme journaliste pour The East Hampton Star (en), puis en Russie comme reporteur pour ABC News et The New York Times. 
Elle commence à produire l'émission This American Life en janvier 2004. Elle co-produit en 2006 l'épisode « Habeas Schmabeas », qui reçoit le prix Peabody.
En 2013, elle commence à travailler au programme de podcast spinoff de This American Life, Serial,, qui débute en octobre 2014 et reçoit un prix Peabody en 2015; la troisième saison sort en 2018.

## Reconnaissance
Elle figure dans la liste des 100 personnes les plus influentes de l'année 2015 établie par le magazine Time. La même année, elle fait partie de la liste établie par The Forward des 50 Juifs américains les plus notables.